# Avenue des Cactus
Pour les articles homonymes, voir Cactus (homonymie).
L’avenue des Cactus (en néerlandais: Cactuslaan) est une avenue se situant dans la commune de Woluwe-Saint-Pierre, à Bruxelles, en Belgique.
Elle débute à l’avenue des Châtaigniers et se termine à l’avenue Alfred-Madoux sur une longueur de 350 mètres.

## Inventaire régional des biens remarquables

### Patrimoine classé
On y recense trois arbres inscrits à l'inventaire des arbres remarquables en Région bruxelloise: un Tulipier de Virginie (au no 11), un Chêne pédonculé et un Hêtre pourpre (au no 26).